# 北野誠のFXやったるで!
北野誠のFXやったるで!（きたのまことのエフエックスやったるで!）は、ラジオNIKKEI第1で放送されていたラジオ番組。金融市場のエコノミスト、アナリスト、ストラテジストなどをゲストに招き、お笑いタレントの北野誠が外国為替 (FX) を中心に盛り上がるという番組である。また、ユーストリームにおいても一部時間帯でLIVE配信していた。
放送開始時のタイトルは北野誠の外為オプションやったるで！だったが、4回目の放送分（2011年12月27日）より内容が変更され、改称された。
番組終了の1年後、北野と大橋が再び共演する『北野誠のトコトン投資やりまっせ。』が同局・同時間で始まった。この番組は出演者、Webの同時配信、放送後の延長戦、そしてスポンサー、と共通点が多く事実上の後継番組となっている。

## 出演者
レギュラー出演者
- 番組パーソナリティ: 北野誠（お笑いタレント）
- 進行役: 大橋ひろこ（フリーアナウンサー）
- FXナビゲーター: 吉永実夏（フリーアナウンサー） - 「FXやったるで!」時代
- アシスタント：ケリーアン - 2020年4月 -

過去のアシスタント：五月女璃奈 - 2018年4月 - 2020年3月

## 放送時間
- 毎週水曜日 22:30 - 23:30（2013年4月3日 - 2017年3月29日、2018年4月4日 - ） ※ 2011年12月6日 - 2013年3月26日は毎週火曜日放送
  - 毎月最終水曜日には23:30 - 翌日0:00に「ツキイチ延長戦」を放送。